# Кудіївці
Кудії́вці — село в Україні, у Северинівській сільській громаді Жмеринського району Вінницької області.
Село відоме з XV ст. За документами, тут, на прикордонні Литовської держави поселився військовий Кудь. Звідси й пішла назва села спочатку Кудовка, а пізніше — Кудіївці.
На Поділлі, де несе свої води річка Мурафа, то виринаючи з долини, то ховаючись десь поміж зажуреними вербами, розкинулось на горбі мальовниче село Кудіївці.
Сучасний рельєф села являє собою горбисту, порізану ярами рівнину, як результат роботи процесу вивітрювання, текучих вод, часу. Кудіївці розташовані у верхів'ї річки Мурафа, на її правобережжі. 

## Історія
За матеріалами дослідниці рідних земель педагога місцевої школи Шпак ( Літвін ) Олени Іванівни в монографії «Через віхи історії» село Кудіївці — одне з древніх поселень.
Колись на місці теперішнього поселення була велика морська територія, яка й залишила після себе залягання вапнякових порід.
Заснував поселення  Кудь, що, як бачимо з документів, перебував на службі у литовського князя та служив на пограниччі його держави. 
Як німий свідок того часу, лежить у тому районі невеликий кам'яний хрест, який зберігся до нашого часу. Існує легенда, що нібито цей хрест Кудь поклав на могилу свого сина, що трагічно загинув молодим. Та чи так це, чи ні, а хрест знаходиться в районі «Здуховин», першого цвинтаря. Топонім «Здуховини» походить від поняття «ховати духів». ( Ще є менш популярна версія, що там жило духовенство, тому й назвали «Здуховиними»).
Перша письмова згадка про село датується 2 вересня 1425 року.  Литовський князь Вітовт дозволяє завершити службу Кудю і покинути засноване ним поселення:
|  | На верховье Мурафы (Мурашки) в первой половине XV века нам известно немного поселений. В списке сел мы такого имени кроме Кудиевец у верховье Мурафы не только в этом районе, но на Подолье не известно. Между тем существует грамота Витовта 1425 года, разрешающая некому Кудю поменять свое село Кудиевцы на наше приданое — Черный остров и Макитенцы Николаю Бедраху и в список подымного 1493 года рядом с Гармаками видим Кудиевцы |

Добре озброєні дружини литовських князів були в змозі протистояти монголо-татарам і не допустили їхнього просування на Русь. Князі Русі попали в залежність такого союзу. Так утворилась могутня Литовська держава трьох народів: литовського, руського (стара назва українського народу) та жемайтіського, що керувалась законами Руської Правди, до складу якої і увійшла територія наших земель. 
Згодом, правлячі роди Литви, Русі та Польщі об'єдналися в Річ Посполиту (Республіку). Таким чином, ці землі відійшли під володіння новоствореної князівської Речі Посполитої з Королем, що обирався поміж ними та на додачу ще й носив титул Великого Князя литовського, руського та жемайтійського.
Активно розвивати та заселяти ці землі почала Королева Бона Марія Сфорца, як бачимо з документів в середині XVI сторіччя:
|  | Село Кудіївці було однією з найкращих точок на півдні, куди простяглась діяльність Бони в вигляді пожалувань і підтверджуючих грамот. Але в цій місцевості колонізація йшла мляво і в часи люстрації в 1565 році вона виявилася найбільш пустинною. В 1546 році Бона пожалувала для заселення Кудовці шести шляхтичами: Івану Олисовічу, Федору Тихну, Гринцу, Стефану Назаровичу, Микиті і Івану Слуховичам. Невідомо чи були вони всі родичами, чи лише "спільниками». Від назви Кудовець чи Кудієвець всі власники взяли прізвище Кудіївських. Їх рід був не багато чисельним і нічим в XVI столітті не виділився |

Неодноразово Кудіївські брали участь у суперечках, де відстоювали свої права на володіння цих земель. За часів козаччини деякі з Кудіївських втрачають свої землі, а право на власність конфіскованими короною землями переходить до більш поміркованих родичів. Та рід Кудіївських ще до половини XVIII століття залишається власниками земель навколо поселення. Але вони вже входять до складу Барської служилої шляхти.
Не обминуло села нашестя татарського ярма. Саме через Межирів — Кудіївці — Бар проходив Кучманський шлях, гілка Чорного шляху, яким йшли работоргівці в Крим. Шляхта втікала з села, та нікуди було тікати селянству. Як чорна хмара, проходили селом. А пройшовши, залишали після себе «кривавий слід». 
Спочатку в селі було добре розвинене землеробство та рибальство, бо на той час налічувалося три риболовні ставки. Та з розвитком рабовласницького промислу в Криму все занепало. Наші землі стали джерелом для работоргівлі Генуезької республіки, татарського Ханства як їх постачальника та Запорізької Січі, що намагалась це зупинити. 

Хліборобство в умовах пограничного життя було майже неможливе. 
|  | Так, наприклад, вже в другій половині XVI століття в селі Кудіївці (на татарському шляху) немає ні одного селянина, живе там тільки землян три чоловіки, які самі орють землю для свого виживання». |

Тим часом під час Флорентійської та Берестейських Уній Православна церква Русі прийняла верховність Риму, а прихожани іменуватись греко-католиками. Хоча вони залишалися православними за обрядом, та змушені були визнавати владу Папи Римського. Зокрема, і у нашому селі Кудіївці в XVII столітті був католицизм східного обряду: церква належала до парафії в селі Маньківці біля м.Бар.  
Боротьба з Унією та війна Б.Хмельницького на наших землях повернули прихожан села до Константинопольського патріархату. Останнім греко-католицьким і першим православним священником села був Іван Григорович.  
Недовгий час території цих земель були під зверхністю Туреччини. Це стало наслідком орієнтації гетьмана Петра Дорошенка на Високу Порту і вдалих військових дій спільного козацького, татарського та турецького війська проти Речі Посполитої. З 1672 по 1686 історики на цих землях застосовують термін Ханська Україна.   
В 1752 році в селі було збудовано православну церкву Святої Парасковії. Будувалася вона на кошти прихожан. «Храм дерев'яний, на кам'яній основі з такою ж дзвіницею і огорожею навколо. Будинки для церковнослужителів були побудовані в 1784 році на кошти місцевої шляхти». Вони вважались пам'ятками дерев'яного зодчества.
Хоча після гайдамацького повстання в 1768 році, відомого під назвою Коліївщина, поляки все ж таки залишаються володарями села, та в 1793 році Росія розкриває свої справжні наміри щодо володінь Речі Посполитої. За другим поділом вона відбирає значну частину земель, у тому числі до складу Російської імперії входить і село Кудіївці.
Після утворення Подільської губернії губернське і повітове чиновництво, судді складалися з польських та російських дворян. На селі кріпаччина стала ще сильнішою: російське військо і царські закони надійно стояли на стороні маєтків і прав польських і російських дворян. Поляки не досить сильно постраждали від нової влади, бо царські війська оберігали спокій польського і російського поміщицтва. Не змінилось лише становище подільського селянина.
Панщину, яка досягла крайніх меж в Речі Посполитій, російська влада закріпила й посилила. До свавілля поміщиків додалося свавілля чиновництва і тягар рекрутчини. 
Нові власники земель навколо села поступово закріпачити селян і землю разом з ним, кріпаком, ділили, продавали, відвойовували, програвали в карти, дарували, здавали в оренду. Один із фактів свідчить про те, що за один день частина села була продана тричі. Приміром, один із поміщиків Яків Букоємський віддає свою частину села І. Косинському, покриваючи свій борг останньому. Той же, у свою чергу, дарує її Г. Цетнерському, котрий продає в той же день П. Вояновському, взявши до уваги зацікавленість останнього.
В одному із документів: «Даному поміщику належить 52 селяни-кріпаки (включаючи їхніх дітей і жінок). Прикажчик зобов'язаний був зібрати в рік по 160 рублів. Зокрема, кожен кріпак повинен був відробити на панщині 28 днів, здати 2 курки, 20 штук яєць, два мотки прядива, до того ж включаючи данину осавулові і гуманному, а також відробити 12 днів на ремонті маєтку і двору».
В політичному житті краю зростає напруження. Барська Конфедерація, виступ декабристів, події польського повстання, в селі з 1856 по 1860 відбуваються селянські виступи. А ще показовий випадок, що потрапив в судові реєстри: один із поміщиків Жабоклицький наклав надмірний оброк на своїх селян. Слова гніву та обурення селян з цього приводу були нібито почуті чиновниками, а також розглянуто судову справу з даного питання.
Село Кудіївці, починаючи з часів правління королеви Бони, залишалося дрібнопомісним. Одночасно ним правило 7 — 10 поміщиків. Але скільки б їх не було, у народній пам'яті до теперішніх часів живе ім'я лише однієї володарки частини села — дружини молодшого сина відомого хірурга М. І. Пирогова — Марії Олександрівни Пирогової. За переказами, Марія Пирогова (до шлюбу Арнеску) походила із знатного роду молдавських дворян. Залишившись з ранніх літ сиротою, довгий час виховувалась при монастирі. Кажуть, що вона працювала медсестрою в лікарні м. Вінниці хірурга з світовим імʼям Миколи Пирогова. Можливо, саме там запримітив дівчину син відомого лікаря Володимир. Вони одружилися, коли їй ледве виповнилося 16 років. До неї чоловік ставився добре, але сидіти в селі йому не хотілося, тому він полишив маєток на юну дружину. На Марію звалилась важка ноша — бути господинею в сільському маєтку. Та, маючи добру вдачу і прогресивні погляди, Марія Олександрівна не лише вправно справлялася з господарством, а й дбала про культурний та духовний розвиток села. Зокрема, вона відкриває приватну школу для сільських дітей, яку утримувала сама, згодом виділила кошти на будівництво нової школи та церкви, дбала про медичне забезпечення селян. Підтримуючи справу свекра, одне із своїх приміщень виділила для розташування пункту, де надавалася перша медична допомога. За переказами старожилів, один раз на рік сюди приїздив сам Микола Пирогов. Померла в 45 років, дітей не мала. Віддала себе сповна цій частині подільського краю, людям, долі яких тісно переплелися з її долею. Прощатися з нею приходили всі: жінки плакали, чоловіки, схиливши голови, мовчки стояли. Поховали Пирогову у склепі біля церкви. Згодом її чоловік поставив на могилі пам'ятник, а сам продав помістя і виїхав до Франції. За переказами, у небіжчиці на руках були золоті персні та браслети, на грудях — золотий хрест.
Можливо, це і привабило грабіжників у 1933 році. Злодій забрав все, що мало цінність, випадково витягнувши за собою чорну довгу косу, яка досить гарно збереглася. Вранці люди, побачивши це, заправили могилу.
Після побудови нової церкви в 1913 році, про яку мріяла Марія Пирогова, за іронією долі, її могила, яка раніше була на території церкви, залишилася за її межами. Коли церкву закрили, могила зруйнувалася, а пам'ятник забрали, виднілися лише камінці склепу. Але про неї не забували — батьки розповідали своїм дітям, ті в свою чергу — своїм. І всі знали, що на тому місці лежить прах доброї людини.
Восени 1917 року солдати Кексгольського полку разом із місцевими селянами розгромили маєтки місцевих поміщиків, розділили худобу, майно, земельні угіддя. Після революційних подій село опинилося у вирі громадянської війни. Влада мінялася багато разів. Процвітав бандитизм. Сприяло цьому те, що з фронту повернулося багато людей зі зброєю. Рахунки зводилися самими кривавими методами. Кого лише не було тут: і більшовики, і воїни Української Народної Республіки, денікінці і вояки Української Галицької Армії, згодом німці і поляки, які господарювали в селі до кінця 1920 року. Після утворення УРСР, селяни не відчули поліпшення. Адже більшовики запровадили «воєнно-комуністичні» методи господарювання. На їхню долю припало виконання продрозкладки, згідно з якою змушені були віддавати велику кількість зерна, фуражу, а також м'ясо, яйця, окремі види овочів. До тих, хто ухилявся, застосовувались найсуворіші міри — бралися заручники, тобто люди, які знаходились під арештом до тих пір, поки самі чи хтось за них не віддавав усього податку. З повних причин совєтізація на селі йшла повільно. Спочатку для неї були створені належні умови, а саме: розгортання кооперативного руху. Селяни з охотою сприйняли таку форму господарювання, бо це не потребувало відчуження власності, що так лякало людей. У 1927 році було створено машинно-тракторне товариство «Досвід», яке об'єднувало в собі 29 родин. Поруч з ним організувалось кооперативне товариство під назвою «Радянський робітник», у якому 14 членів займалися вирощуванням групових насаджень садків. Восени 1928 року було закладено перший сільський колективний сад. Можливо, саме це товариство стало праматір'ю відомого в свій час плодо-ягідного господарства. В 1930 році група бідноти створила артіль «Веселий кут», яка стала основою для створення першого колгоспу. За відмову вступити до колгоспу багатьох селян розкуркулили і вислали в м. Абакан Краснодарського краю. Згодом вислали і їхні сім'ї. Колективізація в Кудіївцях йшла не так, як хотілося владі. Керуючись вказівками уряду, місцева влада теж вирішила вжити заходів щодо прискорення її. Незадоволення такою політикою викликає обурення серед селян, котрі відкрито заявляють про це на загальних зборах села. Та для них все це не минуло безслідно. Почалась перша хвиля репресій…Чи гадав тоді Блажко, що висловлена вголос думка про те, що маючи єдину курку, він змушений її продати, аби заплатити самообкладання, стане для нього фатальною? Чи знав Сорочинський К., який виконував обов'язок збирача податків, не раз бачив злидні та голод незаможників, що його слово, замовлене за бідняків, з яких здирали останню шкіру, зробить його «ворогом народу», керівником злочинної групи і назавжди вирве з рідної домівки, від сім'ї, якої він уже ніколи не побачить?
У березні 1930 року всі товариства об'єднали у перший колгосп «Перемога». Результатом стала страшна біда - Голодомор в 1932—1933 роках у вигляді голодної смерті, У сьогоднішніх списках, зібраних вчителем історії Г. М. Сиротюк, записано 121 прізвище тих, кого забрав Голодомор, але це далеко неповний перелік цього «чорного» списку. Мав місце і випадок людоїдства, коли з'їли меншу дитину, аби вижити іншим. Сім'я ця не змогла жити в селі, виїхала.
До кінця 1934 року кризу колгоспного ладу було подолано. І в історичному проміжку села з 1934 по 1940 рік спостерігається поліпшення матеріального становища селян. Відбуваються зміни і в духовному житті: починає діяти семирічна школа, відкривається дитячий будинок для дітей-сиріт. Але поруч із ростом відбувається і занепад населеного пункту. Багато розумних людей репресують, особливо учителів. У 1938 році закривають церкву, наказуючи показово скинути хрести та дзвони. Влада обіцяє тому, хто зніме хрести, вільний прийом у військове училище… Зрештою, понівечивши пам'ятку села,  в церкві утворили колгоспний магазин, куди зсипали зерно, а згодом звільнили під клуб.
Та як би там не було, а роки, які багато істориків називали періодом «великого перелому», спостерігалися світлішою сторінкою, коли б не страшна трагедія для всього народу — Друга світова війна. З перших же днів на фронт пішло 298 жителів села. 17 липня 1941 року в село ввійшли німецькі окупанти. А через тиждень — румуни, які утворили в приміщенні сільської ради свій окупаційний штаб, запровадивши свої закони та румунську панщину. Спочатку закрили семирічну школу, залишивши лише початкову, у якій також старалися запровадити свою мову. З приходом Червоної армії і партизанських загонів Ковпака в березні 1944 року румунські частини покинули село.
В 1944 р. почалася відбудова зруйнованого господарства. В складних умовах випало працювати жінкам і підліткам. Хлопчики 13—16 років впрягали власні корови і орали поля, жінки розсипали курячий послід і попіл, щоб хоч якось підживити спустошену і виснажену землю. Післявоєнне становище було не з легких. Із тих чоловіків, що пішли на фронт, не повернулося 98,  залишилися інвалідами 30 чол. Техніка була знищена, обробіток полів став неякісним, врожайність мала.
В 1947 році спалахує друга хвилю Голодомору, правда, дещо менша за своїми вимірами від попередньої. Тим, хто працював у колгоспі, варили так звану «баланду» з води та вівсяних висівок. Люди змушені були працювати лише за єдину плату — черпак цієї «баланди».
Та згодом колективне господарство відбудовується. Відчувається покращення матеріального становища. Діючий на той час колгосп імені Кірова приєднується до радгоспу «Носківці» і обирає плодоягідний напрямок господарювання. Радгосп стає в загальному прибутку «мільйонером», незмінним учасником Всесоюзної виставки досягнень народного господарства. В 1958 році в селі починає діяти восьмирічна школа, збільшуються учительські кадри.
В 1967 році радгосп переформатовується в імені 50-річчя Великого Жовтня, і очолює його розумна людина, прекрасний організатор Д. Ф. Касьянчук, що до кінця Совєтського Союзу забезпечив населенню с. Кудіївці, с. Олександрівка та с. Шевченкове високий рівень достатку. 
12 червня 2020 року, розпорядженням Кабінету Міністрів України № 707-р «Про визначення адміністративних центрів та затвердження територій територіальних громад Вінницької області», село Кудіївці увійшло до складу Северинівської сільської громади.
19 липня 2020 року, в результаті адміністративно-територіальної реформи та ліквідації Жмеринського району (1923-2020), село увійшло до складу новоутвореного Жмеринського району, до складу якого увійшли громади колишніх Барського та Шаргородського районів. 

## Населення
Згідно з переписом УРСР 1989 року чисельність наявного населення села становила 1046 осіб, з яких 434 чоловіки та 612 жінок.
За переписом населення України 2001 року в селі мешкала 921 особа.

### Мова
Розподіл населення за рідною мовою за даними перепису 2001 року:
| Мова       | Відсоток |
| ---------- | -------- |
| українська | 98,48 %  |
| російська  | 1,41 %   |